# Різдво-Богородична церква (Малі Будища)
Різдво-Богородична церква — дерев'яний храм селі у Малі Будища, Полтавської області. На території церковного подвір'я розташовані три могили священиків: Петра Фесенка-Навроцького, Івана Мельникова і невідомого.

## Історія

### Будівництво та перебудови
Дерев'яна церква в с. Малі Будищечки Опішнянської сотні була збудована наприкінці XVII століття. У 1785 року церква була розібрана і 1791 року на її місці на кошти парафіян був збудований новий дерев'яний храм. 1812 року прибудували дзвіницю. 1853 року до церкви було прибудовано нову дзвіницю.
Нова, третя Різдвяно-Богородицька церква споруджувалася протягом 1887–1892 років. Вона залишилась дерев'яною, проте була поставлена на мурований цоколь. Саме 1887 рік вважають роком заснування храму.

### Церковні володіння
У 1865 році відкрито церковнопарафіяльну школу, що з перервами функціонувала до 1890-х років. На початку 1900-х років діяльність церковної школи було відновлено, але статус вона мала нижчий — школа грамоти. На початку 1910 року школа знову набула статус церковнопарафіяльної.
У 1902 році церква володіла 0,75 десятин садибної землі, 28 сажнями 1 аршин довжини та 17 сажнями ширини землі під помостом, 35 десятинами ружної ріллі, 6 десятинами лісу.
Храм мав церковну сторожку, будинок для квартири священника. Діяла бібліотека.

### Ведення богослужінь
У 1902 році нараховувалось 1823 парафіян — 905 чоловічої та 918 жіночої статей. У 1912 році парафіян привілейованих станів — 1, козаків 876, селян 38.
Служба в храмі відбувалася до початку 1930-х років. Згодом більшовики скинули дзвін, хрест, викинули іконостас, а приміщення перетворили на зерносховище.
Повторно храм біло відкрито під час німецької окупації села 7 січня 1942 року. Відтоді функціонує й досі.
У 1943 році у підвалі церкви священик Іван Піщаленко переховував червоноармійців, які потрапили в оточення. Цей факт сприяв тому, що церква в подальшому не була закрита.

## Сучасність
У новітній час громада Різдвяно-Богородицької церкви зареєстрована 21 січня 1993 року й підпорядковується Московському патріархату. Вигляд храму після третьої перебудови практично не змінився.
14 жовтня 2007 року відбулося святкування 120-річчя храму. Було придбано новий 84-кг дзвін, упорядковано могили священиків відремонтовано дорогу до церкви, випущено книгу про історію храму.

## Галерея

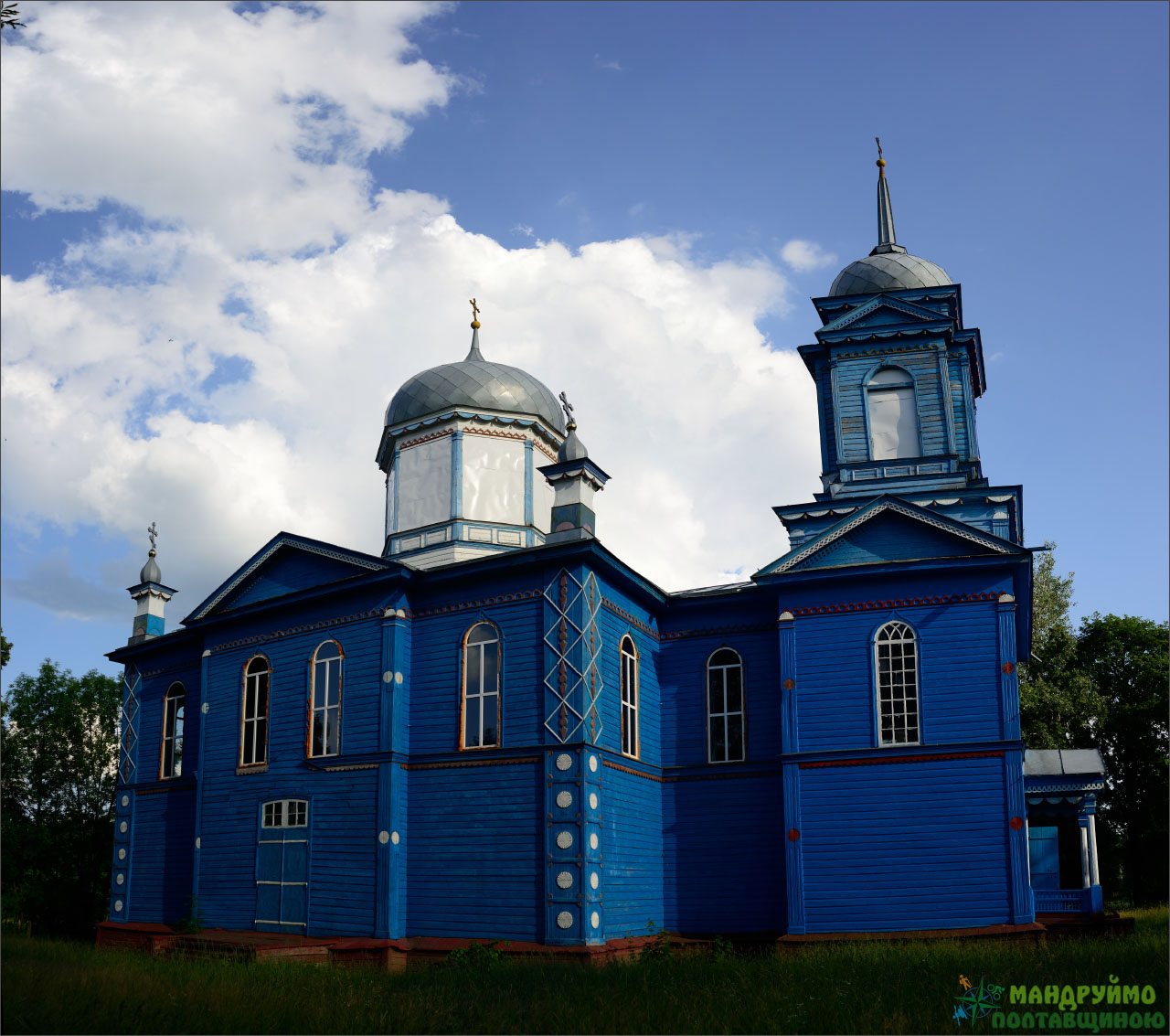
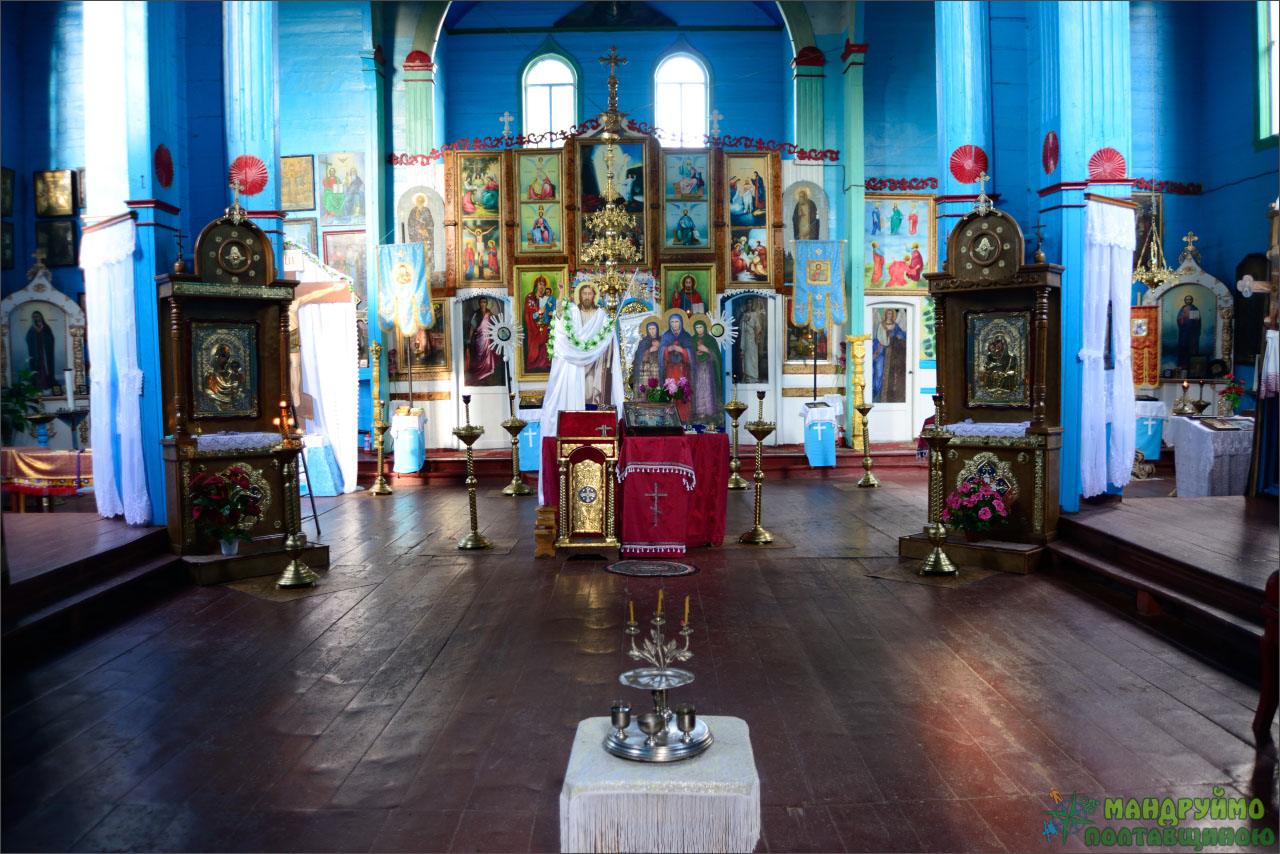